# Yo quiero ser tonta
Yo quiero ser tonta es una película de comedia musical y drama mexicana de 1950, dirigida por Eduardo Ugarte y protagonizada por Sara García, Fernando Soler, Rosita Quintana y Gustavo Rojo.

## Sinopsis
El padre soñador quiere que su hijo se convierta en torero y su hija en cantante, para que se conviertan instantáneamente en millonarios, aunque aparentemente su talento no está ahí.